# イズムルート (国境警備艦)
イズムルート(ロシア語:Изумрудイズムルート)は、ソ連・ロシア連邦の国境警備艦(Пограничный сторожевой корабль)である。艦名は「翠玉」の意味。

## 概要
1973年2月8日、ソ連国家保安委員会(KGB)の1124-P 設計によって建造される工場番号第713号艦が、タタール自治ソヴィエト社会主義共和国のA・M・ゴーリキイ記念ゼレノドーリスク造船所で起工された。翌1974年2月3日には進水、8月5日付けでKGBの海上国境局に登録され、第713号艦はイズムルートと命名された。
この年の春には内水システムを経由してバレンツ海・コーラ湾に面したムールマンスク州クフシーンスカヤ・サルマに引き渡された。イズムルートは、同地において海上公試を実施した。1974年12月28日に試験が終了すると、北方国境警備艦軍事管区北西国境警備管区に配備された。
イズムルートは200海里排他的経済水域の警備任務に就き、コーラ半島周辺のバレンツ海で行動している。ソビエト連邦の崩壊後は所属がロシア国境軍に変更されている。